# Araras (Chapecó)

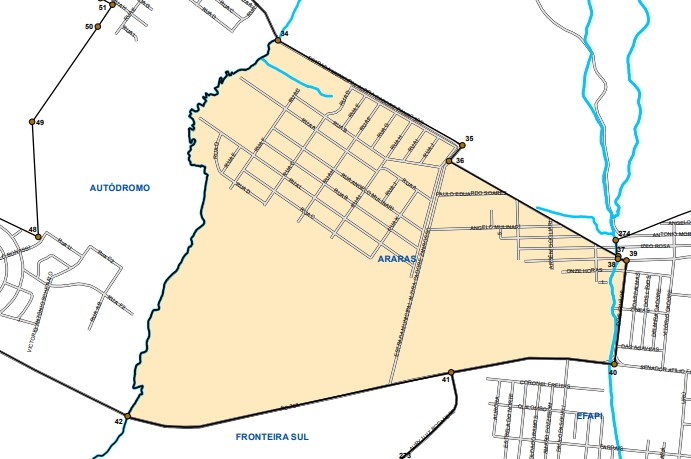
Mapa do bairro Araras

O bairro Araras fica no munícipio de Chapecó e faz fronteira com os Bairros Autódromo, Efapi e Fronteira sul.
1. ↑  Bairro Araras 

https://web.chapeco.sc.gov.br/documentos/Bairros/03_ARARAS.pdf